# Joseph Muscat
Joseph Muscat (n. 22 ianuarie 1974, Pietà⁠(d), Eastern Region (Lvant)⁠(d), Malta) este un om politic social-democrat maltez, prim ministru al Maltei începând cu 11 martie 2013.

## Cariera politică
În perioada 2004-2009 a fost membru al Parlamentului European din partea Maltei.